# Andrzej Czechowicz
Andrzej Czechowicz (ur. 17 sierpnia 1937 w Święcianach) – polski agent wywiadu w PRL zatrudniony w Biurze Studiów i Analiz Rozgłośni Polskiej Radia Wolna Europa w latach 1965-1971, emerytowany podpułkownik SB.

## Życiorys
Syn Zbigniewa i Olgi. Podczas II wojny światowej jego rodzinę wywieziono do Kazachstanu. Po wojnie jako repatrianci, osiedlili się na Górnym Śląsku.
Ukończył w 1962 Wydział Historyczny Uniwersytetu Warszawskiego. Wkrótce wyjechał do RFN, gdzie otrzymał azyl jako polityczny uchodźca. Prawdopodobnie jesienią 1964 nawiązał kontakt z Polską Misją Wojskową w Berlinie Zachodnim i w styczniu 1965 zadeklarował swoją gotowość współpracy z polskim wywiadem i podjął aktywną współpracę. W kwietniu zgłosił się do pracy w Rozgłośni Polskiej Radia Wolna Europa, gdzie – po przeprowadzeniu z nim przez Jana Nowaka-Jeziorańskiego rozmowy informacyjnej i uzyskaniu w jej wyniku rekomendacji – został zatrudniony w Wydziale Studiów i Analiz RP RWE (jego szefem był Kazimierz Zamorski). Do obowiązków Czechowicza należało m.in. przygotowywanie wycinków prasowych krytykujących politykę PRL.
W marcu 1971 jego powrót do Polski komentowały wszystkie polskie media; ukazała się także książka Kapitan Czechowicz wykonał zadanie. Fragmenty relacji Andrzeja Czechowicza dla prasy, radia i telewizji. Nagłaśnianie sukcesów wywiadowczych kapitana Czechowicza stało się szybko obiektem licznych drwin i dowcipów, krążących po Polsce.
W 1973 opublikował książkę Siedem trudnych lat (wydanie drugie: 1974), w której przedstawił m.in. dokument podpisany 22 kwietnia 1970 przez Johanna Kassnera, w którym napisano, że Jan Nowak-Jeziorański był zatrudniony w latach 1940–1942 jako zarządca majątku zrabowanego Żydom przez Niemców (jakkolwiek dokument jest autentyczny, to Nowak-Jeziorański został na to stanowisko przeznaczony przez polskie podziemie). Jak pisze w swojej książce o pracownikach RP RWE Lechosław Gawlikowski, w 1972 Tadeusz Żenczykowski – były pracownik Biura Informacji i Propagandy Komendy Głównej Armii Krajowej, a po wojnie m.in. redaktor i zastępca dyrektora RP RWE, potwierdził, że Jeziorański po wstąpieniu do AK "został w 1941 administratorem dwóch kamienic za aprobatą władz podziemnych".
Ten dokument był jednym ze źródeł późniejszych oskarżeń szefa Kongresu Polonii Amerykańskiej Edwarda Moskala wobec Jeziorańskiego. Jeziorański w wypowiedzi cytowanej w 2002 za Polską Agencją Prasową przez liczne polskie media, określił Czechowicza następującymi słowami: „Czechowicz był najmniej szkodliwy ze wszystkich, bo był tak prymitywny i reprezentował tak niski poziom, że bardziej szkodził bezpiece aniżeli nam swymi wystąpieniami”. Czechowicz poczuł się tą wypowiedzią urażony i wytoczył PAP oraz Nowakowi-Jeziorańskiemu proces sądowy o zniesławienie. Czechowicz przed Sądem Okręgowym w Warszawie stwierdził, że był cenionym pracownikiem polskiego wywiadu i dobrze wykonywał swoje obowiązki. W lutym 2005 stołeczny Sąd Okręgowy oddalił powództwo Czechowicza przeciw PAP uznając, że agencja cytując wypowiedź Jeziorańskiego nie naruszyła dóbr osobistych Czechowicza.
W 1996, w serii telewizyjnej "Rzeczpospolita Druga i Pół" Jerzego Diatłowickiego zostały wyemitowane dwa odcinki poświęcone Czechowiczowi pt. Tajny agent - Andrzej Czechowicz (prod. Media Kontakt).
Po 2005 publikował teksty i wypowiedzi w piśmie "Myśl Polska".
W 2016 był bohaterem jednego z odcinków fabularyzowanego serialu dokumentalnego pt. Polscy szpiedzy (reż. Arkadiusz Biedrzycki i Radosław Dunaszewski; prod. Endemol Shine Polska dla Discovery Networks Europe Canal+; w rolę Czechowicza wcielił się Antoni Barłowski).
W 2018 wydał własnym nakładem dwutomowe wspomnienia pod tytułem: Straceniec, czyli przypadki urodzonego w niewłaściwym czasie. Przedstawił w nich ze swojej perspektywy sposób funkcjonowania RWE i zdobywania najbardziej tajnych dokumentów z pionu wywiadowczego RWE, podał też powody wycofania go przez polski wywiad z rozgłośni. Trzeci tom ukazał się w 2023 w formie e-booka.
Mieszka w Warszawie, na Targówku.

## Książki
- Kapitan Czechowicz wykonał zadanie. Fragmenty relacji Andrzeja Czechowicza dla prasy, radia i telewizji (redakcja: Wanda Duraczyńska i Wiesława Zaniewska; Wydawnictwo Ministerstwa Obrony Narodowej, Warszawa 1971; wydania w języku bułgarskim: Kapitan Čehovič razkazava, tłum. Snežina Cerkovska, D'ržavno voennoe izdatelstvo [Biblioteka Nevidimât Front], Sofia 1971, Kapitan Čehovič izp'lni zadačata. Izâvleniâ na Andžej Čehovič pred pečata, radioto i televiziâta, tłum. Magdalena Atanasova, Izdat. na B'lgarskata komunističeska partiâ, Sofia 1971; wydanie w języku czeskim: Kapitán Czechowicz splnil ùkol, tłum. Alena Mudrochová, przedmowa Vlatislav Kroupa, Naše Vojsko, Praha 1972; wydanie w języku łotewskim: Kapteinis Čehovičs uzdevumu izpildijis! Apraksti un reportažas par polu izluka kapteina Andžeja Čehoviča darbibu Vacijas Federativaja Republika, tłum. V. Silina, Liesma, Riga 1974; wydanie w języku rosyjskim: Kapitan Čehovič zadanie vypolnil! Očerki i reportaži o rabote pol'skogo razvedčika Andžeâ Čehoviča v FRG, tłum. P. Kostikov i K. Kirillov, Voennoe izd. Ministerstva oborony SSSR 1972; wydanie w języku słowackim: Kapitán Czechowicz splnil úlohu. Z rozhovorov s redaktormi tlače, rozhlasu a televízie, tłum. Samuel Dúbrava, Pravda, Bratislava 1971; wydanie w języku ukraińskim: Kapitan Čehovič vikonav zavadannâ, tłum. Garìl Èremìjovič Burgans'kij, I.A. Pot'omkin, Vidavn. Političnoï Literaturi Ukraïni, Kijów 1973);
- Siedem trudnych lat (Wydawnictwo Ministerstwa Obrony Narodowej, Warszawa 1973; wydanie drugie: Wydawnictwo Ministerstwa Obrony Narodowej, Warszawa 1974; wydanie w języku bułgarskim: Sedem trudni godini, tłum. Angelina Dičeva-Gergova, Voennoe izdatelstvo [Biblioteka Nevidimiât Front], Sofia 1977; wydanie w języku czeskim: Sedm těžkých let, tłum. Alena Nehodová, przedmowa Vlatislav Kroupa, Naše vojsko, Praha 1976; wydanie w języku łotewskim: Septini grūti gadi, tłum. Vinifreds Kraučis, Avots, Riga 1982; wydanie w języku niemieckim: Sieben schwere Jahre, tłum. Ruprecht Willnow, Militärverlag, Berlin 1976; wydanie w języku rosyjskim: Sem' trudnyh let, tłum. P.K. Kostikov, L.S. Kaganov, K.N. Kirillov-Maskov, Voenizdat, Moskwa 1975);
- Struktura organizacyjna i zasady działania aparatu propagandy RFN (na prawach rękopisu; Akademia Spraw Wewnętrznych - Instytut Kryminalistyki i Kryminologii, Warszawa 1983);
- Straceniec czyli Przypadki urodzonego w niewłaściwym czasie. T. 1 (Wydawnictwo Czechowicz Andrzej, Warszawa 2018, ISBN 978-83-941652-0-8);
- Straceniec czyli Przypadki urodzonego w niewłaściwym czasie. T. 2 (Wydawnictwo Czechowicz Andrzej, Warszawa 2018, ISBN 978-83-941652-1-5);
- Straceniec czyli Przypadki urodzonego w niewłaściwym czasie. T. 3 (e-book; Wydawnictwo Autorskie, Warszawa 2023).